# کشتی آیرونکلاد کونگو
کشتی آیرونکلاد کونگو (به انگلیسی: Japanese ironclad Kongō) یک کشتی بود که طول آن ۲۲۰ فوت (۶۷٫۱ متر) بود. این کشتی در سال ۱۸۷۷ ساخته شد.